# Kanton Saint-Claud
Kanton Saint-Claud (fr. Canton de Saint-Claud) je francouzský kanton v departementu Charente v regionu Poitou-Charentes. Skládá se ze 14 obcí.

## Obce kantonu
- Beaulieu-sur-Sonnette
- Chasseneuil-sur-Bonnieure
- Genouillac
- Le Grand-Madieu
- Lussac
- Mazières
- Nieuil
- Parzac
- Les Pins
- Roumazières-Loubert
- Saint-Claud
- Saint-Laurent-de-Céris
- Saint-Mary
- Suaux